# Гофман, Эрих
Эрих Гофман (25 апреля 1868 — 8 мая 1959, Бонн, ФРГ) — немецкий дерматолог-сифилидолог.

## Биография
Родился 25 апреля 1868 года. В 1900 году окончил Берлинский университет и остался работать там же и проработал всю оставшиеся жизнь. Одновременно с этим занимал должность профессора университетов в Галле (1908-59) и Бонне (1910-59).
Скончался 8 мая 1959 года в Бонне.

## Научные работы
Основные научные работы посвящены изучению этиологии и патогенеза кожных болезней.
- 1905 — Совместно с Ф. Р. Шаудином открыл возбудителя сифилиса — бледную спирохету.
- 1919 — Предложил термин «эзофилаксия» для определения особой защитной функции кожи.
- 1957 — Разработал ускоренный метод диагностики сифилиса.
- Изучал экспериментальный сифилис, предложил ранее лечение этого заболевания сальварсаном.